# دسمدیوم تریفلروم
دسمدیوم تریفلروم (نام علمی: Desmodium triflorum) نام یک گونه از تیره باقلاییان است.

## نگارخانه

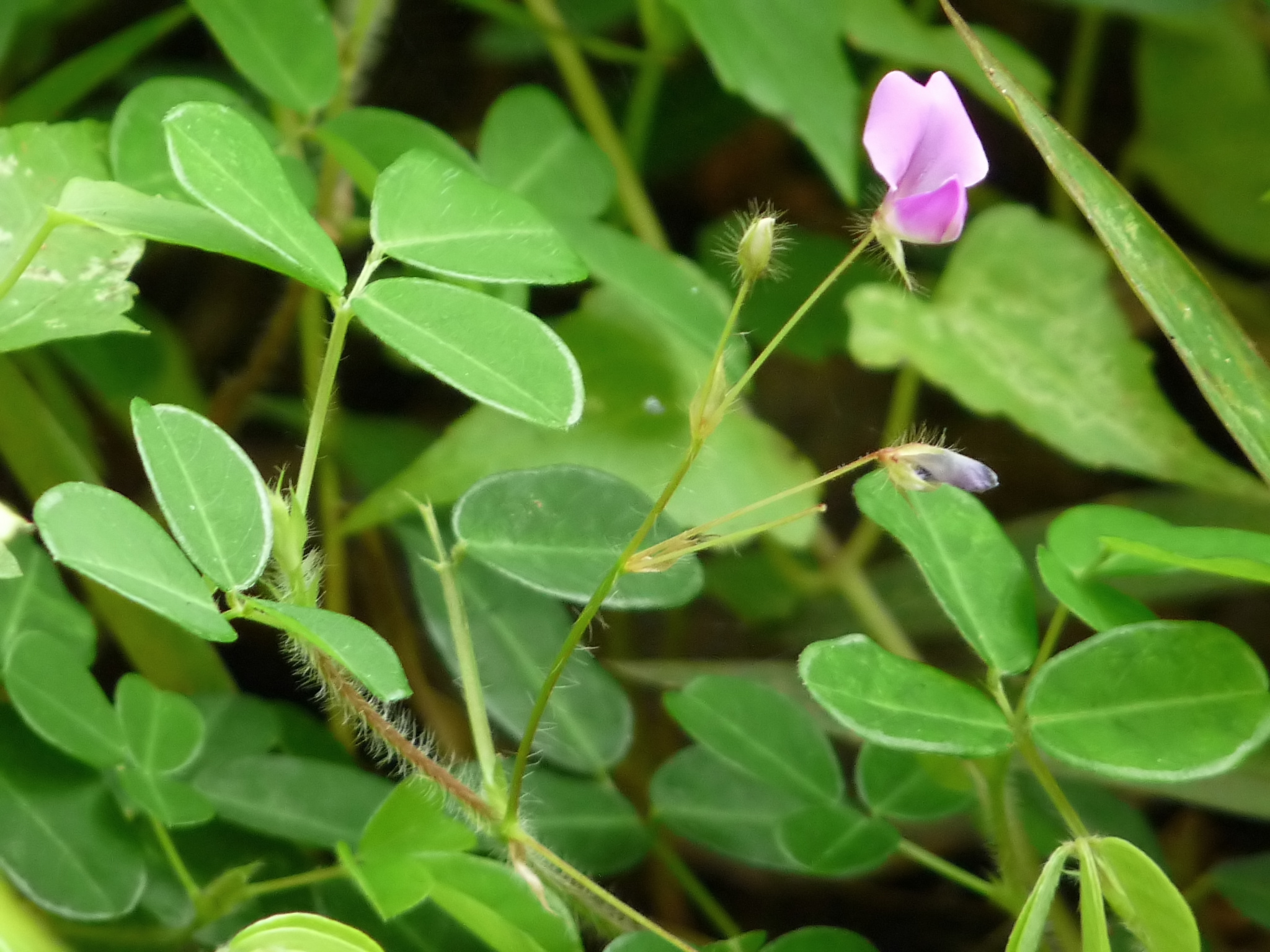
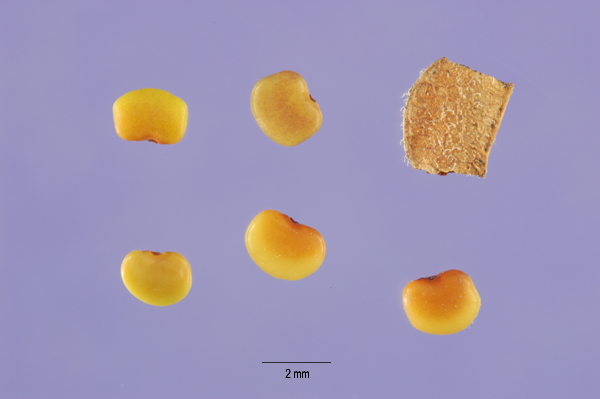
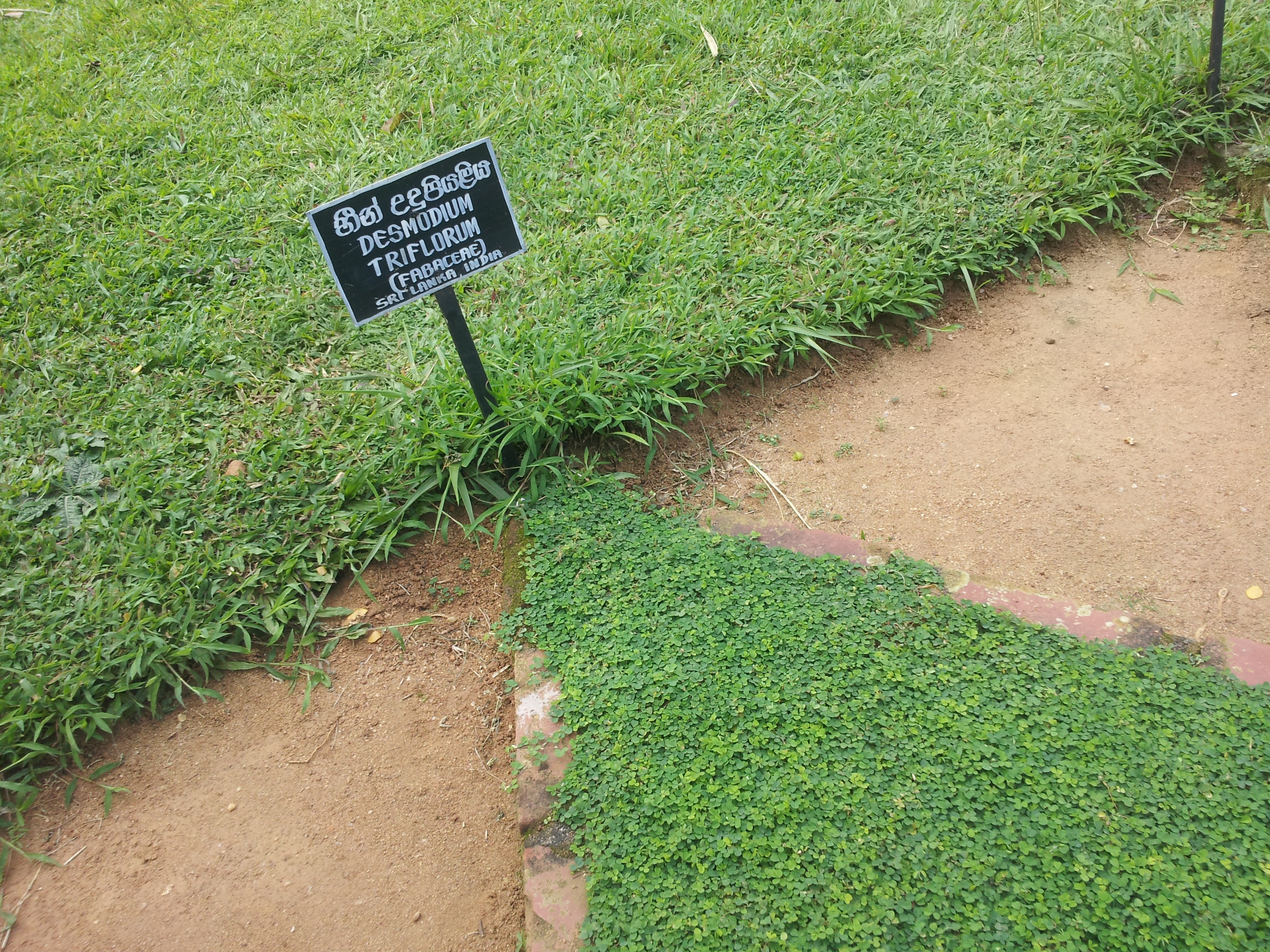